# Charles S. Benton

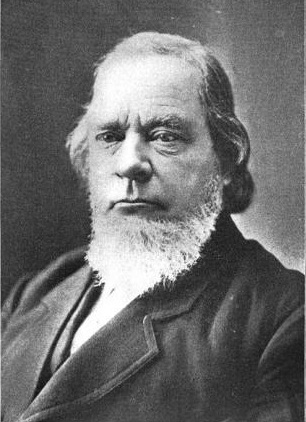
Charles S. Benton

Charles Swan Benton (* 12. Juli 1810 in Fryeburg, Maine; † 4. Mai 1882 in La Crosse, Wisconsin) war ein US-amerikanischer Jurist und Politiker. Zwischen 1843 und 1847 vertrat er den Bundesstaat New York im US-Repräsentantenhaus.

## Werdegang
Charles Swan Benton wurde ungefähr zwei Jahre vor dem Ausbruch des Britisch-Amerikanischen Krieges in Fryeburg im Oxford County geboren. Er ging Vorstudien nach. 1824 zog er nach Herkimer County, wo er mit einem älteren Bruder lebte. Er besuchte die Lowville Academy in Lowville. Dann machte er eine Lehre zum Gerber. Zwischen 1830 und 1832 gab er den Mohawk Courier und die Little Falls Gazette heraus. Er studierte Jura. Seine Zulassung als Anwalt erhielt er 1835 und begann dann in Little Falls zu praktizieren. Als Vormundschafts- und Nachlassrichter (surrogate) arbeitete er 1837 im Herkimer County. Er war Judge Advocate in der Miliz von New York. Politisch gehörte er der Demokratischen Partei an.
Bei den Kongresswahlen des Jahres 1842 für den 28. Kongress wurde Benton im 17. Wahlbezirk von New York in das US-Repräsentantenhaus in Washington, D.C. gewählt, wo er am 4. März 1843 die Nachfolge von David P. Brewster und John G. Floyd antrat, welche zuvor zusammen den Distrikt im US-Repräsentantenhaus vertreten hatten. Er wurde einmal wiedergewählt. Da er auf eine erneute Kandidatur im Jahr 1846 verzichtete, schied er nach dem 3. März 1847 aus dem Kongress aus.
Zwischen 1847 und 1849 war er Clerk am Berufungsgericht (Court of Appeals). Er zog dann 1855 nach Milwaukee, wo er Redakteur bei Milwaukee News wurde. Präsident Franklin Pierce ernannte ihn 1856 zum Register im US-Grundbuchamt in La Crosse – eine Stellung, die er bis 1861 innehatte. Er kandidierte dann 1862 erfolglos für den 38. Kongress. Danach war er bei West Salem (Wisconsin) in der Landwirtschaft tätig und ab 1865 in Galesburg (Illinois). Er kehrte 1869 nach La Crosse zurück. Zwischen 1874 und 1881 war er Richter im La Crosse County. Er verstarb am 4. Mai 1882 in La Crosse und wurde dann auf dem Oak Grove Cemetery beigesetzt.
Charles S. Benton hat einen Bruder, der gleichfalls in der Politik aktiv war – Nathaniel S. Benton. Darüber hinaus ist er der Vater des Typografen und langjährigen Leiters der American Type Founders, Linn Boyd Benton sowie Großvater dessen Sohns Morris Fuller Benton.